# Czirják Edit
Czirják Edit (Gyergyószentmiklós, 1968. május 3. –) erdélyi magyar költő.

## Életpályája
A középiskoláit Gyergyószentmiklóson és Székelyudvarhelyen végezte el. 1994-ben diplomázott a Benedek Elek Tanítóképző Főiskola hallgatójaként, ahol tanítói diplomát kapott. 2002-ben az orvosok egy gyógyíthatatlan betegséget fedeztek fel nála, amely 2 évvel később súlyosbodott. 

### Munkássága
Publikációit a Hevesi Napló, az Erdélyi Tükör, az Új Arc, a Hazanéző, a Korunk, a Romániai Magyar Szó, a Hargita Népe, az Új Kelet, a Vasárnap, az Új Remények közlik. Írásai (versek, mesék, rövidpróza, szakmai tanulmányok) az Erdélyi Toll irodalmi folyóiratban, a Találkozások, a Szerelmeskönyv, a Sodrásban antológiákban, valamint internetes portálokon jelentek meg.
Tagja az Emigráns Magyar Írók Ligájának. Az Általános Műveltség Alapítvány titkára. A Salamon Ernő Irodalmi Kör, az Anyanyelvápolók Erdélyi Szövetsége, illetve a Vitézi Rend tagja.
Házastársa Czirják István tanár, képzőművész. Három gyermeke született.

## Művei
- S akkor váratlanul megszólalt az Isten (Csíkszereda, Pro-Print Könyvkiadó, 1998)
- Sivatagi virágok (Csíkszereda, Pro-Print Könyvkiadó, 2003)

### Antológiák
- Szavakba Költözött Szívek (1998)
- Visszhang Antológia (1998)
- Előszoba (2000)
- Találkozások (2000, 2010, 2012, 2014, 2016)
- Szerelmeskönyv (2019)
- Sodrásban (2020)